# Seleção Sul-Coreana de Rugby Sevens Masculino
A Seleção Sul-Coreana de rugby sevens representa a Coreia do Sul nos torneios de rugby sevens. A equipe que compete na Série Mundial de Rugby Sevens, na Copa do Mundo de Rugby Sevens, nos Jogos Olímpicos e nos Jogos Asiáticos desde a década de 1980.
A Coreia do Sul fez sua estreia olímpica nos Jogos Olímpicos de Verão de 2020, eles haviam se classificado no ano anterior após derrotar Hong Kong no Torneio de Qualificação Olímpica de Rugby Sevens da Ásia de 2019, em Incheon.

## Desempenho

### Jogos Olímpicos
| 2016  | Não se classificou | Não se classificou | Não se classificou | Não se classificou | Não se classificou | Não se classificou |
| 2020  | Fase de grupos     | 12                 | 5                  | 0                  | 0                  | 5                  |
| 2024  | Não se classificou | Não se classificou | Não se classificou | Não se classificou | Não se classificou | Não se classificou |
| Total | 0 títulos          | 0/1                | 5                  | 0                  | 0                  | 5                  |

### Copa do Mundo
| 1993  | Fase de grupos     | 11                 | 6                  | 3                  | 0                  | 3                  |
| 1997  | Quartas de final   | 5                  | 5                  | 1                  | 1                  | 3                  |
| 2001  | Quartas de final   | 13                 | 6                  | 2                  | 1                  | 3                  |
| 2005  | Quartas de final   | 21                 | 6                  | 1                  | 0                  | 5                  |
| 2009  | Não se classificou | Não se classificou | Não se classificou | Não se classificou | Não se classificou | Não se classificou |
| 2013  | Não se classificou | Não se classificou | Não se classificou | Não se classificou | Não se classificou | Não se classificou |
| 2018  | Não se classificou | Não se classificou | Não se classificou | Não se classificou | Não se classificou | Não se classificou |
| 2022  | Quartas de final   | 21                 | 4                  | 2                  | 0                  | 2                  |
| Total | 0 títulos          | 0/5                | 27                 | 9                  | 2                  | 16                 |